# Насир-уд-дін Махмуд
Насир-уд-дін Махмуд (*д/н —1265) — 8-й володар Делійського султанату у 1246–1265 роках.

## Життєпис
Був сином Насир-уд-діна Махмуда, старшого сина султана Ілтутмиша. Не брав участі у палацових інтригах. Втім у 1246 році внаслідок змови еміра Балбана стає султаном. Проте його влада була номінальною. Балбану було надано титул наїб-і-мамлакат (на кшталт заступник султана).
Проте посилення влади Балбана та його прихильників призвело до невдоволення інших емірів. У 1253 році султана переконали звільнити Балбана з усіх посад. замість нього фактичну владу перебрав Імад-уд-дін Райхан. Але він не зміг впоратися з внутрішньої політичною кризою, коли у 1254 році повстав султанів брат Джала-уд-дін. У результаті Насир-уд-дін повернув Балбана, а Джалал-уд-діна призначив незалежним правителем міста Лахор.
Відтоді влада Балбана була незаперечною. Він до самої смерті султана у 1265 році придушував численні повстання та спроби відокремитися з боку як мусульманських емірів, так із боку індуських раджів. Також довелося відбивати череду походів з боку монголів держави Хулагу.